# Hruševec Kupljenski
 Hruševec Kupljenski  falu Horvátországban Zágráb megyében. Közigazgatásilag Zaprešićhez tartozik.

## Fekvése
Zágráb központjától 21 km-re északnyugatra, községközpontjától 10 km-re északra, az A2-es autópálya közelében fekszik. 

## Története
A településnek 1857-ben 336, 1910-ben 582 lakosa volt. Hivatalos neve 1857-ben Hruševec Gornji, 1869 és 1981 között Hruševec Kupljenovski volt.
Trianon előtt Zágráb vármegye Zágrábi járásához tartozott. 2011-ben 429 lakosa volt.

## Lakosság
| Lakosság változása | Lakosság változása | Lakosság változása | Lakosság változása | Lakosság változása | Lakosság változása | Lakosság változása | Lakosság változása | Lakosság változása | Lakosság változása | Lakosság változása | Lakosság változása | Lakosság változása | Lakosság változása | Lakosság változása | Lakosság változása |
| ------------------ | ------------------ | ------------------ | ------------------ | ------------------ | ------------------ | ------------------ | ------------------ | ------------------ | ------------------ | ------------------ | ------------------ | ------------------ | ------------------ | ------------------ | ------------------ |
| 1857               | 1869               | 1880               | 1890               | 1900               | 1910               | 1921               | 1931               | 1948               | 1953               | 1961               | 1971               | 1981               | 1991               | 2001               | 2011               |
| 336                | 423                | 446                | 505                | 548                | 582                | 613                | 616                | 627                | 609                | 608                | 488                | 502                | 450                | 453                | 429                |

## Nevezetességei
A falunak 1998-ban alapított messze földön híres kulturális és népművészeti együttese működik.

## Külső hivatkozások
- Zaprešić város hivatalos oldala Archiválva 2012. április 14-i dátummal a Wayback Machine-ben
- Zaprešić információs portálja Archiválva 2012. február 26-i dátummal a Wayback Machine-ben
- Zaprešić turisztikai egyesületének honlapja